# Fruczak gołąbek
Fruczak gołąbek, dłużniec gwiaździk (Macroglossum stellatarum) – motyl z rodziny zawisakowatych (Sphingidae); aktywny w ciągu dnia, gatunek nomadyczny.

## Wygląd

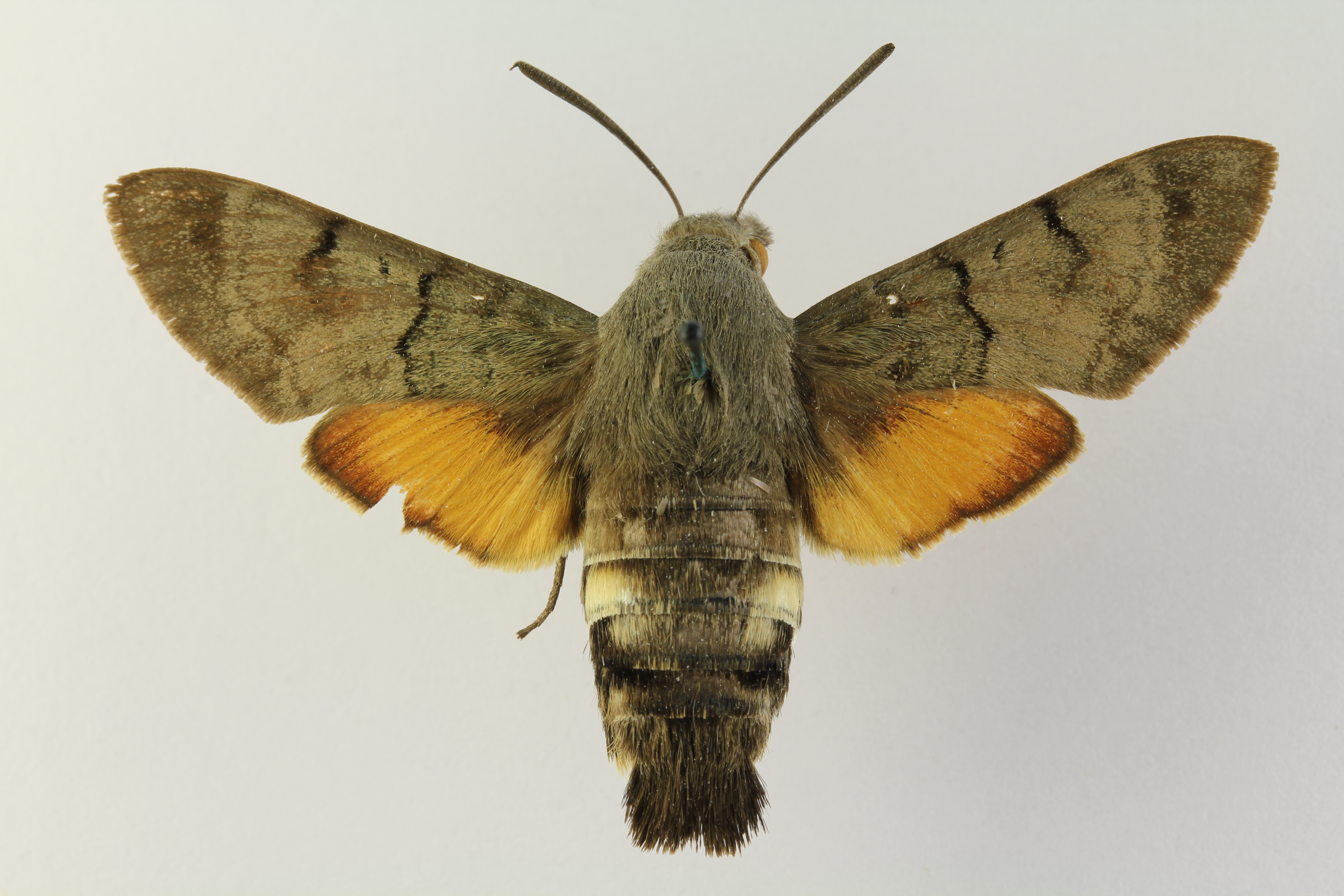
Fruczak gołąbek

Rozpiętość skrzydeł – ok. 4,3–4,5 cm. Sylwetka krępa, niewielkich rozmiarów. Zachowaniem przypomina kolibra (spija nektar z kielicha kwiatów za pomocą ssawki, unosząc się w powietrzu). Skrzydła szarobrązowe, pokryte czarnymi liniami, tylne zaś – pomarańczowe.
Gąsienica ma barwę zieloną lub brązową, zakończoną niebieskim rogiem.

## Rośliny żywicielskie
Gąsienice żerują zazwyczaj na wiciokrzewach i przytuliach. Dorosłe osobniki odżywiają się nektarem, preferując bogate w nektar kwiaty posiadające długie i wąskie kielichy, toteż wybierają często kwiaty roślin z rodzajów: budleja, cieciorka, cynia, czyściec, dalia, firletka, floks, fuksja, goździk, heliotrop, jaśmin, lantana, lawenda, lebiodka, lilak, lobelia, ostrogowiec, ostrożeń, ostróżka, pelargonia, petunia, pierwiosnek, szałwia, trojeść, tytoń, werbena, wiciokrzew, żmijowiec, żurawka.

## Występowanie
Europa Środkowa i Europa Południowa, Afryka Północna, część Azji, Półwysep Fennoskandzki. Gatunek migrujący.

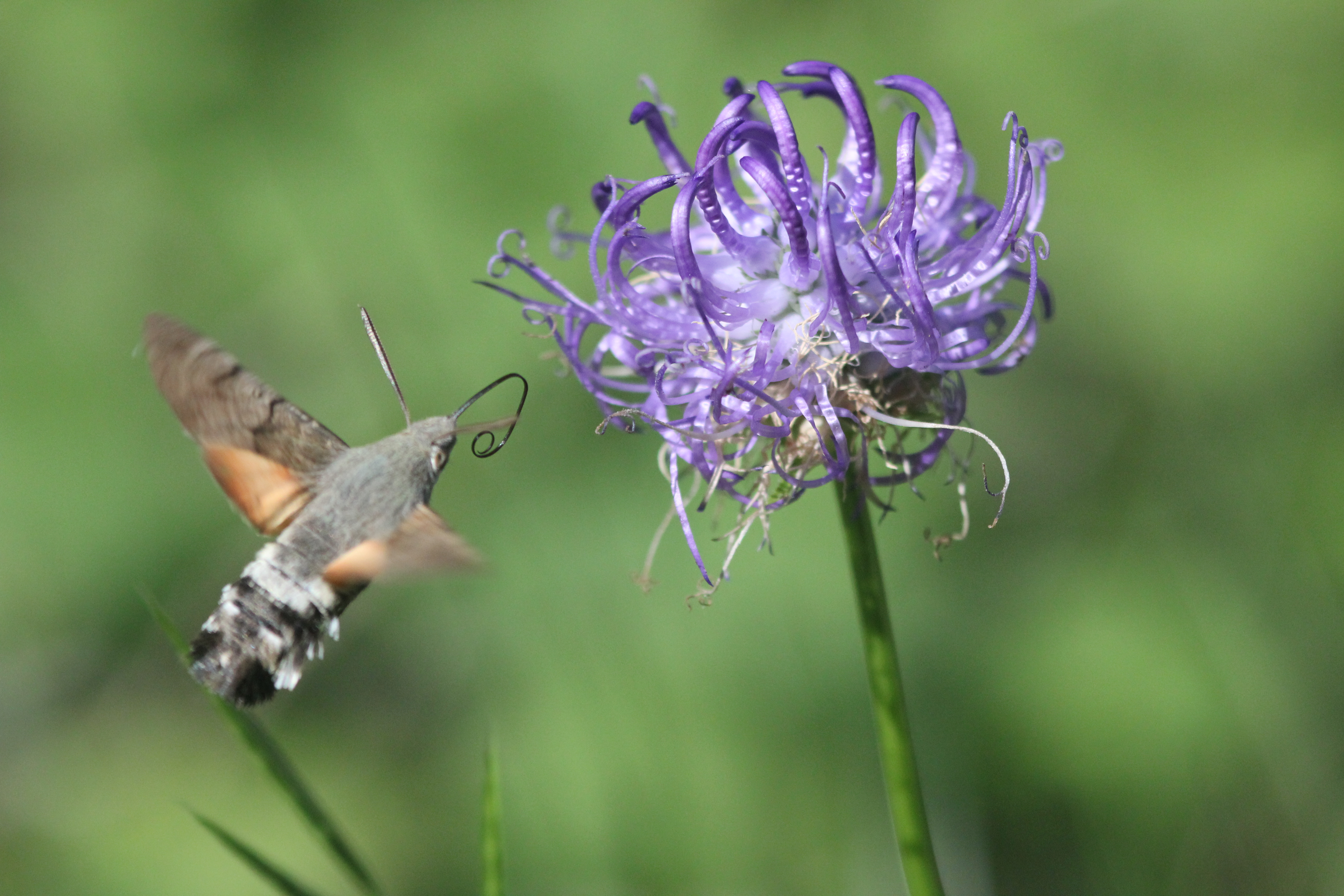
Macroglossum stellatarum
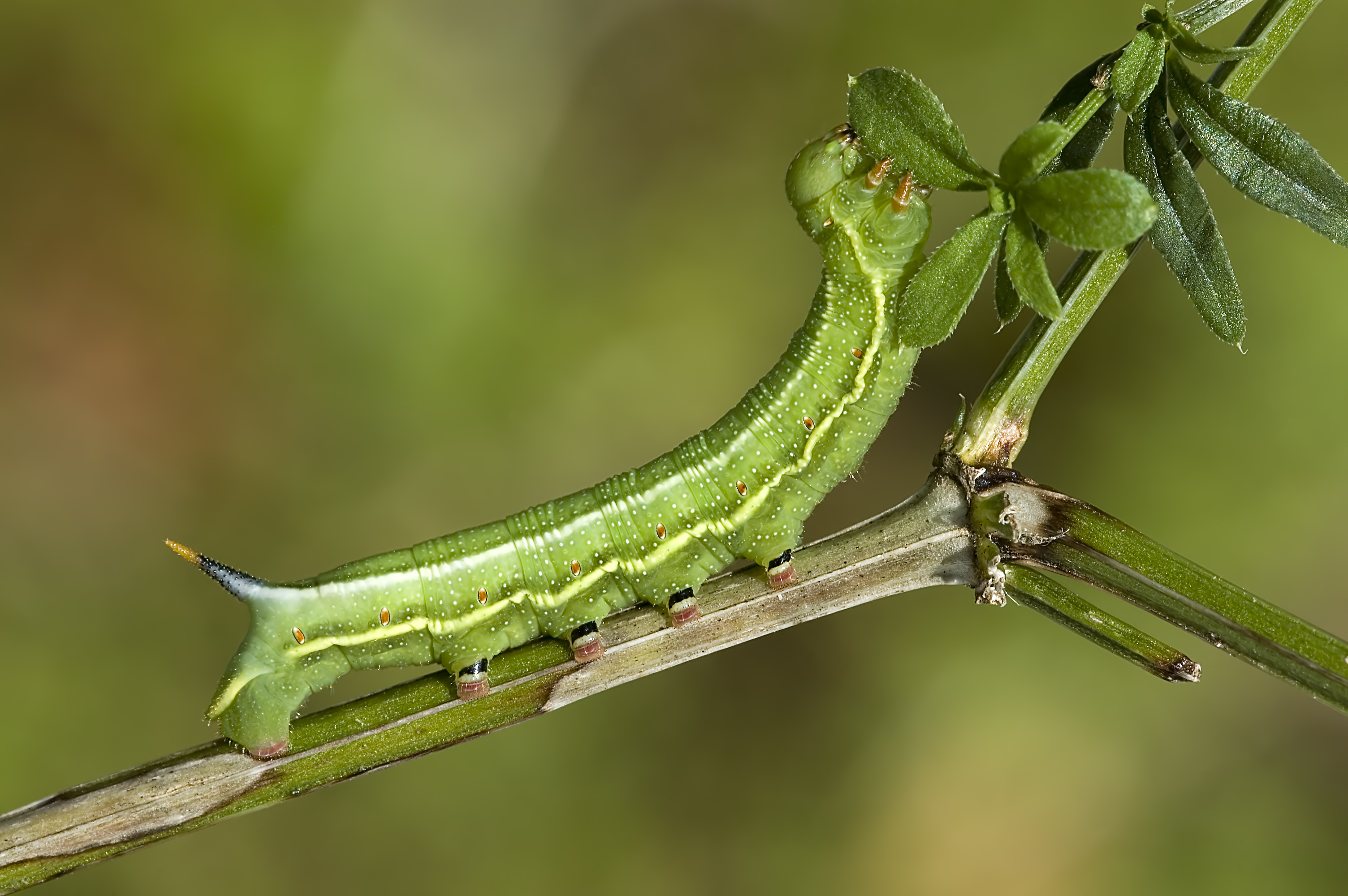
Gąsienica fruczaka gołąbka żerująca na przytulii pospolitej
- Fruczak gołąbek spijający nektar z kwiatów budlei Dawida